# إلى الزفاف (رواية)
إلى الزفاف (بالإنجليزية: To the Wedding)‏ هي رواية للكاتب الإنجليزي جون برجر، نشرت عام 1995، لأول مرة عن دار نشر بلومزبري.